# Crotalaria intricata
Crotalaria intricata är en ärtväxtart som beskrevs av Mats Thulin. Crotalaria intricata ingår i släktet sunnhampor, och familjen ärtväxter. Inga underarter finns listade i Catalogue of Life.